# Annikki Uimonen
Annikki Wilhelmiina Uimonen, född 22 maj 1891 i Kuopio, död där 10 juni 1936, var en finländsk operasångerska (mezzosopran).
Uimonen utbildade sig vid Helsingfors musikinstitut och i Wien, var 1912–13 anställd vid operan i Czernowitz, gav 1913–14 gästspel i bland annat Prag, Weimar och Hamburg, uppträdde 1914–17 i hemlandet på Finska operan i Helsingfors och konserterade i Stockholm (1917), Köpenhamn, Sankt Petersburg och Finland. Hon ingick äktenskap 1921 med skådespelaren Paavo Jännes. 